# Наступні події базуються на купі брехні
Наступні події базуються на купі брехні (англ. The Following Events Are Based On A Pack Of Lies) ― британський телесеріал BBC One, прем'єра якого відбулася 29 серпня 2023 року.

## Сюжет
На оксфордській вулиці Еліс раптом впізнає свого чоловіка Роббі, який зник разом з її заощадженнями 15 років тому. Ввечері того ж дня Шеріл випадково знайомиться з ексцентричним доктором Робертом Шансом. Еліс вирішує викрити Роба, підозрюючи, що він затіяв нове шахрайство. Щоб цього разу їй повірили, вона починає збирати докази. Батько допомагає у розслідуванні, проте непокоїться, що в Еліс знову буде нервовий зрив.

## У ролях
- Ребека Стейтон[en] ― Еліс Ньюман, помічниця дизайнерки одягу[1][2]
- Меріанн Жан-Батист ― Шеріл Гаркер, відома авторка фентезі
- Алістер Петрі[en] ― доктор Роберт Шанс, кліматолог-«екопренер» / Роббі Грем, експерт з нерухомості
- Ромола Гараї[en] ― Джуно Фіш, дизайнерка, начальниця Еліс
- Дерек Джекобі ― сер Ральф Анвін, відомий природознавець і телеведучий
- Джуліан Баррет[en] ― Беджі Діллон, фокусник, партнер Еліс
- Карл Джонсон[en] ― Білл Ньюман, батько Еліс
- Еллі Гаддінгтон[en] ― Діана, мати Еліс

## Виробництво
У серпні 2020 року ВВС повідомила про замовлення компанії Sister виробництва телесеріалу. Його створили та написали Пенелопа Скіннер та Джінні Скіннер. Режисерки ― Роббі Мак-Кіллоп і Ніколь Чарльз. Продюсером проєкту є Джорджі Феллон, виконавчі продюсерки ― Наомі де Пір, Лідія Гемпсон, Еліс Тайлер, Пенелопа Скіннер, Джінні Скіннер і Джо Мак-Клеллан. Дистриб'ютор ― BBC Studios.
У квітні 2022 року Маріанна Жан-Батист, Алістер Петрі та Ребека Стетон були затверджені на головні ролі в серіалі.
Знімання проходило в Оксфорді в квітні 2022 року.

## Трансляція
Серіал був включений до запланованої драми BBC One і вперше вийшов в ефір 29 серпня 2023 року.

## Сприйняття
На сайті-агрегаторі рецензій Rotten Tomatoes серіал має рейтинг схвалення 78 % із середнім рейтингом 7,0/10 на основі 9 відгуків критиків.